# Caprodon krasyukovae
Caprodon krasyukovae är en fiskart som beskrevs av Kharin, 1983. Caprodon krasyukovae ingår i släktet Caprodon och familjen havsabborrfiskar. Inga underarter finns listade.